# Завод стибію у Сухарі
Завод стибію у Сухарі — підприємство оманської металургійної промисловості, яке діє на півночі країни в індустріальній зоні Сухар.
Проєкт реалізувала компанія Strategic & Precious Metals  Processing LLC (SPMP), засновниками якої виступили британська Tri-Star Resources (40 %), оманська державна Oman Investment Fund (40 %) та зареєстрована в Дубаї Dutco Group of Companies (20 %). Очікується, що Tri-Star Resources буде забезпечувати поставки близько половини необхідного заводу стибієвого концентрату за рахунок своїх рудників у Канаді, Туреччині, Перу, Болівії та Австралії. Також уклали багаторічний контракт з люксембурзьким трейдером Traxys Europe на постачання стибієвого та стибієво-золотого концентратів.
Завод, який почав роботу в 2019 році, має потужність на рівні 20 тисяч тонн металічного стибію та триоксиду стибію на рік. Крім того, як супутній продукт він може продукувати до 50 тисяч унцій золота у формі сплаву Доре.